# Klaus Detlef Sierck
Klaus Detlef Sierck (* 30. März 1925 in Berlin-Charlottenburg, Deutsches Reich; † 22. Mai 1944 bei Nowo-Alexandrowka, Ukrainische SSR, Sowjetunion) war ein deutscher Kinderdarsteller.

## Leben
Klaus Detlef Sierck wurde als Sohn des Theater- und Filmregisseurs und Dramaturgen Detlef Sierck und der Theaterschauspielerin Lydia Brincken  geboren. Nach der Trennung der Eltern 1928 wuchs Sierck bei seiner Mutter auf.
Mit neun Jahren stand er 1934 erstmals vor der Filmkamera und spielte den Bauernsohn Hans in Die Saat geht auf. Auch seine Mutter hatte in diesem Film eine kleinere Rolle. Mit zwölf Jahren drehte er im Sommer 1937 in Kairo den Film Streit um den Knaben Jo, in dem er den Jungen Erwin spielte, der angeblich als Kind mit dem (von Eberhard Itzenplitz gespielten) Titelhelden vertauscht wurde. Es folgten einige kleinere Rollen, so ein Hotelpage in Veit Harlans Verwehte Spuren und das Wunderkind Frédéric Chopin im (1938 von der Zensur verbotenen und erst 1950 uraufgeführten) Historienfilm Preußische Liebesgeschichte.
Eine von Siercks größten Rollen war 1939 der Kadett Hohenhausen in Karl Ritters Kadetten. Der antirussische Propagandafilm über im Siebenjährigen Krieg von unmenschlichen Kosaken gefangengenommene und misshandelte preußische Kadetten konnte aufgrund des Hitler-Stalin-Paktes zunächst nicht gezeigt werden und kam erst im Dezember 1941, nach dem Überfall auf die Sowjetunion, in die deutschen Kinos.
Darauf folgte, nach einer Nebenrolle als Sohn von Ferdinand Marian in Aus erster Ehe, eine weitere Hauptrolle, der Titelheld des im Sommer 1940 gedrehten Films Kopf hoch, Johannes!, in dem der fünfzehnjährige Sierck einen aus Argentinien heimgekehrten Jungen spielt, der nach anfänglichen Eingliederungsschwierigkeiten schließlich in einer Nationalpolitischen Erziehungsanstalt (NPEA) das Wertesystem des neuen, nationalsozialistischen Deutschland zu schätzen lernt.
Siercks nächster Film war der Anfang 1941 abgedrehte, mit dem höchsten Filmprädikat „Film der Nation“ ausgezeichnete Der große König, die letzte Fortsetzung der seit den 1920er Jahren äußerst erfolgreichen Fridericus-Rex-Filme mit Otto Gebühr als Friedrich der Große. Sierck spielte den jungen Prinzen Heinrich.
Diese Rolle blieb sein letzter Kinoauftritt. 1942 ging Sierck ans Theater nach Kattowitz, bald darauf wurde er eingezogen und kämpfte als Angehöriger der Infanterie-Division „Großdeutschland“ an der Ostfront, wo er im Mai 1944 in der Ukraine ums Leben kam. Sein Grab befindet sich auf dem Soldatenfriedhof Iwaniwka.

## Filmographie
- 1935: Die Saat geht auf – Regie: Hans von Passavant
- 1937: Streit um den Knaben Jo – Regie: Erich Waschneck
- 1937: Serenade – Regie: Willi Forst
- 1938: Verwehte Spuren – Regie: Veit Harlan
- 1938: Sehnsucht nach Afrika – Regie: Georg Zoch
- 1938: Schatten über St. Pauli – Regie: Fritz Kirchhoff
- 1938/50: Preußische Liebesgeschichte – Regie: Paul Martin
- 1939: Das unsterbliche Herz – Regie: Veit Harlan
- 1939/41: Kadetten – Regie: Karl Ritter
- 1939: Das Recht auf Liebe – Regie: Joe Stöckel
- 1940: Aus erster Ehe – Regie: Paul Verhoeven
- 1941: Kopf hoch, Johannes! – Regie: Viktor de Kowa
- 1941/42: Der große König – Regie: Veit Harlan